# Roland Lethem
 (novembre 2023).
Si vous disposez d'ouvrages ou d'articles de référence ou si vous connaissez des sites web de qualité traitant du thème abordé ici, merci de compléter l'article en donnant les références utiles à sa vérifiabilité et en les liant à la section « Notes et références ».
Pour les articles homonymes, voir Lethem (homonymie).
Roland Lethem est un cinéaste belge né à Etterbeek (Bruxelles, Belgique), le 5 janvier 1942.

## Biographie
(septembre 2023).
Après des études secondaires à Ixelles, Roland Lethem entre en 1962 à l' INSAS. Il suit des séminaires sur les techniques d'écriture de scénarios.[réf. souhaitée]
À la fin des années 1970, avec Henri Storck, André Delvaux et Chantal Akerman, Roland Lethem est un cinéaste belge des mieux connus à l’étranger. On a publié sur ses films plusieurs études approfondies (Cinéma/Londres, Skoop/Amsterdam), et Bande de cons ! (1970), a fait l’objet d’un séminaire à l’Université d'Amsterdam.[réf. souhaitée]
Qualifié par la RTB du « plus japonais des cinéastes belges », Roland Lethem collectionne les titres tapageurs dans les journaux, et les scandales dans les festivals. Il y est boycotté, insulté, acclamé et primé. Provocation ? Simulation ? Mystification ? On a parlé d’infantilisme, de confusion d’idées, de bâclage, de prétention, de blasphème, de scatologie, de mauvais goût, de manque d’imagination, de sadisme insolent, d’hystéro-masochisme, de narcissisme, d’œuvres autodestructrices, ordurières et dégueulasses.[réf. souhaitée]
Influencé par Buñuel, Cocteau, les surréalistes et le cinéma japonais (Seijun Suzuki, Ishirō Honda, Koji Wakamatsu, Yoko Ono), il est marqué par le Festival international du cinéma expérimental de Knokke-le-Zoute en 1967 et par les événements politiques de mai 1968. Roland Lethem veut obliger les gens à se confronter à tout ce dont ils se disent libérés, c’est-à-dire les placer devant leurs responsabilités.[réf. souhaitée]
Même si parfois la réalisation laisse à désirer, l’idée de ses films est séduisante et exemplaire. Ses films dérangent, et sont parfois désagréables à regarder. Le jeu narcissique et provocateur des débuts s’est mué en insulte directe, visuelle, et verbale, et en diffamation. Son rêve fut un moment de pouvoir filmer la vie intime du pape ou les jeux sexuels des souverains belges. À travers la violence, la pornographie et la cruauté de certaines scènes.[réf. souhaitée]
Roland Lethem est un être doux, généreux et doté d’humour. Son œuvre évolue, se politise, s’écologise. La Ballade des amants maudits (1966), La Fée Sanguinaire (1968), racontent encore des histoires. Les Souffrances d’un œuf meurtri (1967), poème d’amour en plusieurs parties (Étoiles, Corps, Hymen, Œuf) dédié à ceux qui conçoivent et sont conçus, fait irrésistiblement penser à l’Histoire de l’œil de Georges Bataille.[réf. souhaitée]
En octobre 2006, Roland Lethem programme une sélection sXprmntl pour le Lausanne Underground Film and Music Festival. François Barras a écrit dans le journal 24 heures du 16 octobre : La thématique, elle, tire groupé. Sous couvert de curiosité, elle ne rechigne pas à exhumer les plus vénéneux terroristes de la pellicule (...), à l'instar de la rétrospective Vienna Action Cinema consacrée aux actionnistes autrichiens. Samedi soir au Cinématographe, Der Geile Wotan et ses saynètes de films de fesse entre amis ont pourtant moins marqué les esprits que la seule projection de Caca Baudouin, une heure plus tôt dans la même salle : pour sa carte blanche, Roland Lethem a déniché ces 6 minutes 30 de provocation pure offerte dans un papier toilette à la monarchie belge. Cris d'effrois dans le public quand il découvre la forme du cadeau…[réf. souhaitée]

## Filmographie
- 1964 : La double Insomnie
- 1965 : Lili au lit
- 1966 : La Ballade des amants maudits
- 1967 : Les Souffrances d’un œuf meurtri
- 1968 : La Fée sanguinaire
- 1969 : Le Sexe enragé
- 1970 : Bande de Cons !, avec Jean-Pierre Delamour
- 1971 : Le Vampire de la cinémathèque
- 1972 : Gerda Flower Powers
- 1972 : La Cause d'un peuple
- 1972 : Thalamus Lives !
- 1973 : Le Vice et la vertu
- 1974 : Comme le Temps paxe vite, avec Jean-Marie Buchet dans le rôle du collectionneur de tampons usagés
- 1974 : Super Huître
- 1974 : Le Saigneur est avec nous
- 1974 : La Tête d'un frère
- 1975 : Super Bite
- 1978 : Le dernier Chant d'amour de Marilyn
- 1979 : Le Sexe enragé de la fée sanguinaire (montage—anthologie)
- 1980 : Trois Pierres
- 1981 : La Saga de Madiana au centre de la Terre
- 1990 : Hostel Party avec Alexandra Vandernoot et Olivier Gourmet
- 2004 : Gourmandises
- 2013 : Le petit Bonhomme vert
- 2022 : Kadavreski  (co-réalisé avec Jean-Marie Buchet et Patrice Bauduinet)

## L'écrivain
- Critique aux revues belges de cinéma Script et Entr'acte
- Correspondant à Bruxelles pour la revue culte Midi Minuit Fantastique
- 1969 : 65 ans de S-F au cinéma (ouvrage collectif sous la direction de Jean-Pierre Bouyxou et RL)
- 1972 : La Science-fiction au cinéma (en collaboration avec Jean-Pierre Bouyxou). UGE, coll. « 10/18 »
- 1974 : La Gueule cassée, nouvelle
- 2023 : Bande de cons !, suivi de La Gueule, cassée, L'incidence éditeur

## Le scénariste
Roland Lethem a écrit les scénarios de tous les films qu'il a réalisés ainsi que les films suivants :
- 1970 : Du Sang sur la plage
- 1974 : Démétra
- 1980 : Les trois Cheveux d’or de Gohr
- 1986 : Mimi-la-do-ré

## L'interprète
- 1964 : La Fin, pourquoi sommes ensemble (Marc Ghens)
- 1966  : La Porte ouverte (Léon t'Joen & Marcel Fraikin)
- 1972 : Sprookje, of l'Homme-objet (Gerda Diddens)
- 1973 : Salut en de kost (Patrick Lebon)
- 1974 : Album I (Boris Lehman)
- 1975 : La Nuit des vagabonds (Michel Laitem)
- 1976 : Grève et pets (Noël Godin)
- 1978 : Cendrillon, commentaire (Gerda Diddens)
- 1979 : Slachtvee (La Carne) (Patrick Conrad)
- 1979 : Jardins clandestins (Gérard Courant)
- 1980 : Cocktail Morlock (Gérard Courant)
- 1980 : Mamma Dracula (Boris Szulzinger)
- 1981 : Chemins intermédiaires (Gérard Courant)
- 1982 : Cinématon n°161 (Gérard Courant)
- 1985 : Roland Lethem et ses enfants, Portrait de groupe #10 (Gérard Courant)
- 1998 : Le Nouveau désert (Gérard Courant)
- 1999 : Le Journal de Joseph M (Gérard Courant)
- 1999 : Cinéma #39 (Gérard Courant)
- 2000 : Bon appétit (Patrice Bauduinet)
- 2004 : Décrochage radio (Gérard Courant)
- 2006 : Crime contre le cinéma (Gérard Courant)
- 2013 : Pilate 53 (Luc Bourgois)

## Commentaires, études et entretiens (revues)
- 1971 : “De Invloed van het Lezen van een Filmkritiek op de beoordeling van de betreffende Film” (Psychologisch Laboratonium de l’Université d’Amsterdam, à propos d’une projection de “Bande de Cons !’)
- 1972 : Cinéma (no 8) p. 20-24, par Mike Wallington (Londres)
- 1972 : Skoop (no 8, vol 7) p. 19-24 par Willum Thijssen (Amsterdam)
- 1976 : Ciné—Dossiers no 54, p. 13-16 par Francis Bolen (Bruxelles)
- 1979 : 4 Millions 4 (no 208/209) par Philippe Buss (Bruxelles)
- 1980 : CinémAction (no 10-11) "Cinémas d'Avant-Garde" (expérimental et militant) par Jean-Pierre Bouyxou (Paris)

## Commentaires ou citations (livres)
- Le Cinéma Fantastique, René Prédal (Seghers)
- La Science-Fiction au Cinéma, Jean-Pierre Bouyxou (10/18)
- XSCREEN, Wilhelm Hein und Birgit Hein, Christian Michelis, Rolf Wiest (Phaidon)
- El Cine de Siencia Ficcion, Luis Gasca
- Cinéma de Belgique", Paul Davay (Duculot)
- The Experimental Cinema, David Curtis (Studio—Vista)
- Film Is, Stephen Dwoskin, (The Overlook Press)
- Film as a Subversive Art, Amos Vogel (Weidenfeld & Nicholson) - Le Cinéma, Art Subversif (Buchet—Chastel)
- Éloge du Cinéma Expérimental, Dominique Noguez (Beaubourg)
- Le Masochisme au Cinéma, Jean Streff (Veyrier)
- Le Sexe à l’Ecran, Gérard Lenne (Veyrier)
- MIDI MINUIT FANTASTIQUE étude analytique et sémiologique, René Prédal (Centre du XXe siècle)
- Dracula, les Vampires au Cinéma, Barrie Pattisson (Minoustch)
- Histoire authentique, anecdotique, folklorique et critique du Cinéma Belge depuis ses plus lointaines origines, Francis Bolen (Mémo et Codec)
- Belgian Cinema - Le Cinéma belge - De Belgische Film, Cinémathèque Royale de Belgique (LUDION Flammarion)
- Une Encyclopédie du Nu au Cinéma - Alain Bergala, Jacques Déniel, Patrick Leboutte (Éd. Yellow Now)
- Les Gens du Cinéma - Cinema's people - Andre Siscot (Ed. Memor, 1998)
- Dictionnaire du Cinéma, Jean-Loup Passek (Larousse)
- Dictionnaire du Cinéma, Jean Tulard (Bouquins, Robert Laffont)
- Cent Ans de Cinéma en Belgique, Jean Brismée (Mardaga)
- Cinema Underground Oggi, Sirio Luginbühl (Editore Mastrogiacomo, Padova)
- La Kermesse héroïque du cinéma belge, une histoire économique et culturelle du cinéma belge, Frédéric Sojcher
- EXPRMNTL. Une histoire du film expérimental de Knokke/Bruxelles. 1949-1974, Xavier Garcia Bardon
- La Belgique Visionnaire België, (Bozar Books)
- Ça tourne depuis cent Ans (Une Histoire du cinéma francophone de Belgique), Emmanuel d'Autreppe
- Cinémas Libertaires - au service des forces de transgression et de révolte, Nicole Brenez, Isabelle Marinone (dir.) (Septentrion)
- "Cinéma ABC", Jimmy Pantera, (cfc éditions, 2020)